# (3071) Нестеров
(3071) Нестеров (лат. Nesterov) — небольшой астероид главного пояса, который был открыт 28 марта 1973 года советским астрономом Тамарой Смирновой в обсерватории Крыма и назван в честь легендарного российского военного лётчика Нестерова Петра Николаевича, совершившего впервые в истории боевой авиации воздушный таран. 

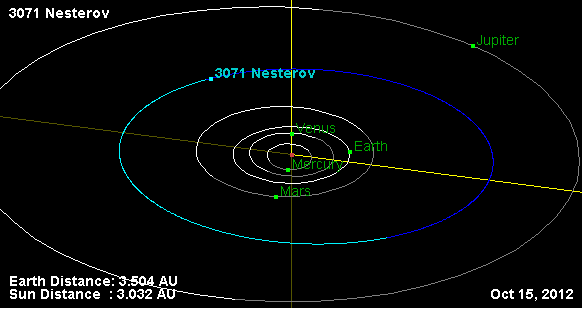
Орбита астероида Нестеров и его положение в Солнечной системе